# شافهاوس-سور-تسورن
شافهاوس-سور-تسورن (به فرانسوی: Schaffhouse-sur-Zorn) یک کمون در فرانسه با جمعیت ۳۹۷ نفر است که در Canton of Hochfelden واقع شده‌است.